# Église Saint-Pierre de Marçay
Pour les articles homonymes, voir Église Saint-Pierre.
L'église Saint-Pierre de Marçay est une église catholique située à Marçay, en France.

## Histoire
La nef date du XIIe siècle, la façade et le chœur du XVe siècle. Une chapelle seigneuriale a été ajoutée vers la même époque.
L'église est inscrite au titre des monuments historiques par arrêté du 20 janvier 1962.

## Description
La nef va d'une façade percée d'une porte surmontée d'une fenêtre. À l'autre extrémité de la nef se trouve le clocher, surmonté d'un beffroi.